# District de Vieux-Fort
Le district de Vieux-Fort est l'un des dix districts de Sainte-Lucie.
Son chef-lieu est Vieux Fort.